# Ла Кинта (Калифорнија)
Ла Кинта (енгл. La Quinta) град је у америчкој савезној држави Калифорнија. По попису становништва из 2010. у њему је живело 37.467 становника.

## Географија

### Клима
| Клима Ла Кинта, Калифорнија, надморска висина 10 ft (3,0 m) (1981–2010) | Клима Ла Кинта, Калифорнија, надморска висина 10 ft (3,0 m) (1981–2010) | Клима Ла Кинта, Калифорнија, надморска висина 10 ft (3,0 m) (1981–2010) | Клима Ла Кинта, Калифорнија, надморска висина 10 ft (3,0 m) (1981–2010) | Клима Ла Кинта, Калифорнија, надморска висина 10 ft (3,0 m) (1981–2010) | Клима Ла Кинта, Калифорнија, надморска висина 10 ft (3,0 m) (1981–2010) | Клима Ла Кинта, Калифорнија, надморска висина 10 ft (3,0 m) (1981–2010) | Клима Ла Кинта, Калифорнија, надморска висина 10 ft (3,0 m) (1981–2010) | Клима Ла Кинта, Калифорнија, надморска висина 10 ft (3,0 m) (1981–2010) | Клима Ла Кинта, Калифорнија, надморска висина 10 ft (3,0 m) (1981–2010) | Клима Ла Кинта, Калифорнија, надморска висина 10 ft (3,0 m) (1981–2010) | Клима Ла Кинта, Калифорнија, надморска висина 10 ft (3,0 m) (1981–2010) | Клима Ла Кинта, Калифорнија, надморска висина 10 ft (3,0 m) (1981–2010) | Клима Ла Кинта, Калифорнија, надморска висина 10 ft (3,0 m) (1981–2010) |
| Показатељ \ Месец                                                       | .Јан.                                                                   | .Феб.                                                                   | .Мар.                                                                   | .Апр.                                                                   | .Мај.                                                                   | .Јун.                                                                   | .Јул.                                                                   | .Авг.                                                                   | .Сеп.                                                                   | .Окт.                                                                   | .Нов.                                                                   | .Дец.                                                                   | .Год.                                                                   |
| ----------------------------------------------------------------------- | ----------------------------------------------------------------------- | ----------------------------------------------------------------------- | ----------------------------------------------------------------------- | ----------------------------------------------------------------------- | ----------------------------------------------------------------------- | ----------------------------------------------------------------------- | ----------------------------------------------------------------------- | ----------------------------------------------------------------------- | ----------------------------------------------------------------------- | ----------------------------------------------------------------------- | ----------------------------------------------------------------------- | ----------------------------------------------------------------------- | ----------------------------------------------------------------------- |
| Апсолутни максимум, °C (°F)                                             | 36 (97)                                                                 | 38 (100)                                                                | 39 (103)                                                                | 43 (109)                                                                | 47 (117)                                                                | 51 (123)                                                                | 52 (125)                                                                | 49 (121)                                                                | 50 (122)                                                                | 46 (115)                                                                | 38 (101)                                                                | 34 (93)                                                                 | 52 (125)                                                                |
| Максимум, °C (°F)                                                       | 22,2 (72,0)                                                             | 24,1 (75,3)                                                             | 27,4 (81,3)                                                             | 30,8 (87,5)                                                             | 35,4 (95,7)                                                             | 39,5 (103,1)                                                            | 41,8 (107,3)                                                            | 41,4 (106,6)                                                            | 38,9 (102,0)                                                            | 33,3 (91,9)                                                             | 26,4 (79,6)                                                             | 21,7 (71,0)                                                             | 31,9 (89,5)                                                             |
| Просек, °C (°F)                                                         | 14,6 (58,3)                                                             | 16,4 (61,6)                                                             | 20,1 (68,1)                                                             | 23,4 (74,1)                                                             | 27,6 (81,7)                                                             | 31,4 (88,6)                                                             | 34,3 (93,8)                                                             | 34,1 (93,4)                                                             | 31,1 (88,0)                                                             | 25,4 (77,8)                                                             | 18,7 (65,7)                                                             | 14,2 (57,6)                                                             | 24,3 (75,8)                                                             |
| Минимум, °C (°F)                                                        | 7 (44,6)                                                                | 8,9 (48,0)                                                              | 12,7 (54,8)                                                             | 15,9 (60,7)                                                             | 19,8 (67,7)                                                             | 23,4 (74,2)                                                             | 26,8 (80,3)                                                             | 26,8 (80,3)                                                             | 23,3 (74,0)                                                             | 17,6 (63,7)                                                             | 11 (51,8)                                                               | 6,8 (44,2)                                                              | 16,7 (62,1)                                                             |
| Апсолутни минимум, °C (°F)                                              | −11 (13)                                                                | −7 (20)                                                                 | −4 (25)                                                                 | 1 (33)                                                                  | 3 (38)                                                                  | 7 (45)                                                                  | 15 (59)                                                                 | 13 (56)                                                                 | 8 (46)                                                                  | −1 (31)                                                                 | −5 (23)                                                                 | −7 (19)                                                                 | −11 (13)                                                                |
| Количина падавинаmm (in)                                                | 14,2 (0,56)                                                             | 16,3 (0,64)                                                             | 10,9 (0,43)                                                             | 1,3 (0,05)                                                              | 1,8 (0,07)                                                              | 0,3 (0,01)                                                              | 1 (0,04)                                                                | 13,7 (0,54)                                                             | 1 (0,04)                                                                | 6,6 (0,26)                                                              | 4,6 (0,18)                                                              | 15,7 (0,62)                                                             | 87,4 (3,44)                                                             |
| Извор: www.ncdc.noaa.gov                                                |                                                                         |                                                                         |                                                                         |                                                                         |                                                                         |                                                                         |                                                                         |                                                                         |                                                                         |                                                                         |                                                                         |                                                                         |                                                                         |

## Демографија
Према попису становништва из 2010. у граду је живело 37.467 становника, што је 13.773 (58,1%) становника више него 2000. године.
| Група             | 2000.          | 2010.          |
| Белци             | 14.893 (62,9%) | 23.648 (63,1%) |
| Афроамериканци    | 336 (1,4%)     | 713 (1,9%)     |
| Азијати           | 446 (1,9%)     | 1.176 (3,1%)   |
| Хиспаноамериканци | 7.584 (32,0%)  | 11.339 (30,3%) |
| Укупно            | 23.694         | 37.467         |